# V410 Возничего
V410 Возничего (лат. V410 Aurigae), HD 280332 — тройная звезда в созвездии Возничего на расстоянии приблизительно 586 световых лет (около 180 парсеков) от Солнца. Возраст звезды определён как около 6,06 млрд лет.
Пара первого и второго компонентов — двойная затменная переменная звезда типа W Большой Медведицы (EW). Видимая звёздная величина звезды — от +10,45m до +10,1m. Орбитальный период — около 0,3664 суток (8,7927 часов).

## Характеристики
Первый компонент (HD 280332Aa) — жёлтый карлик спектрального класса G0 или G0/2V. Масса — около 1,304 солнечной, радиус — около 1,397 солнечного, светимость — около 2,294 солнечной. Эффективная температура — около 5890 К.
Второй компонент (HD 280332Ab) — жёлтый карлик спектрального класса G. Масса — около 0,188 солнечной, радиус — около 0,605 солнечного, светимость — около 0,396 солнечной. Эффективная температура — около 5983 К.
Третий компонент (HD 280332B) — жёлтая звезда спектрального класса G. Видимая звёздная величина звезды — +11,6m. Эффективная температура — около 5096 K. Удалён на 1,7 угловой секунды.

## Планетная система
В 2019 году учёными, анализирующими данные проектов HIPPARCOS и Gaia, у звезды обнаружена планета.